# 32

32(삼십이)는 31보다 크고 33보다 작은 자연수다.

## 수학
- 32는 합성수로, 그 약수는 1, 2, 4, 8, 16, 32이다. 진약수의 합은 31이므로, 32는 부족수다.
- 2번째 5제곱수(25)다. 다음 다섯제곱수는 243이다.
- 11번째 헥사나치 수다. 앞의 헥사나치 수는 16, 다음은 63이다.
- 12번째 헵타나치 수다. 앞의 헵타나치 수는 16, 다음은 64다.

## 과학·기술
- 저마늄(Ge)의 원자번호.
- 32℉: 1기압에서 물의 녹는점을 화씨로 나타낸 온도(= 0℃).
- 1990년대에 PC의 사양이 286에서 386으로 업그레이드 되었을 때 286이 16비트 컴퓨터로 불린 것에 착안하여 386 기종은 32비트 컴퓨터로 불렸다.
- NGC 32: 페가수스자리 방향에 있는 성군.

## 교통
- 고속도로
  - 당진청주고속도로의 노선 번호.
  - 유럽 고속도로 32호선: 영국 콜체스터에서 하위치(영어판)까지 이어지는 유럽 고속도로.
- 국도 제32호선
  - 대한민국 32번 국도: 충청남도 태안군 소원면 만리포해수욕장에서 대전광역시 중구 용두동 서대전네거리까지 이어지는 대한민국의 국도.
  - 일본 32번 국도: 가가와현 다카마쓰시에서 고치현 고치시까지 이어지는 일본의 국도.
- 기타 도로
  - 국가지원지방도 제32호선
  - 현도 제32호선

## 군사
- U-32: 독일의 군용 잠수함. 제1차 세계 대전에 사용된 1914년제 모델(영어판)과 제2차 세계 대전에 사용된 1937년제 모델(영어판)이 있다.

## 문화유산
- 대한민국의 국보 제32호: 합천 해인사 대장경판
- 대한민국의 보물 제32호: 남원 만복사지 당간지주
- 대한민국의 사적 제32호: 서울 독립문

## 방송
- 스카이라이프의 SBS 플러스 채널 번호.[1]
- 지니 TV의 롯데원TV 채널 번호.
- B tv의 MBC 드라마넷 채널 번호.
- U+ TV의 CJ온스타일플러스 채널 번호.
- LG헬로비전의 현대홈쇼핑플러스샵 채널 번호.
- KT HCN의 KBS 조이 채널 번호.

## 스포츠
- FIFA 월드컵 참가국은 1998년부터 2022년까지 32개국이었다.
- 전 NBA LA 레이커스의 매직 존슨, 유타 재즈의 칼 말론, 피닉스 선스의 농구 선수 찰스 바클리가 이 번호를 사용했으며 현재는 샤킬 오닐이 이 번호를 사용한다. 대한민국의 농구 선수 현주엽이 바클리를 닮고 싶다는 뜻으로 농구공을 잡은 후부터 2008년까지 줄곧 32번을 사용하였다. 또한 원주 동부 프로미에서 뛰고 있는 파워 포워드 김주성의 등번호이기도 하다.
- 대한민국의 야구 선수로 심정수 선수가 프로 데뷔 이후부터 이 번호를 사용하였다.
- 프로농구 대구 동양 오리온스(현 고양 소노 스카이거너스)가 98~99 시즌에 기록한 32연패는 세계 프로 스포츠 최다 연패 기록으로 남아 있다.
- 한국방송공사의 예능프로 남자의 자격 - 죽기 전에 해야 할 101가지에서 합창단 편에서의 합창단 인원은 총 32명이었다.
- MBC게임 스타리그의 본선은 32강부터 시작한다.

## 기타
- 날짜: 3월 2일
- 연도: 32년, 기원전 32년

1. ↑  B tv 케이블의 채널 번호가 같다.